# 问天实验舱
天宫空间站实验舱Ⅰ，又称“问天”实验舱，是中国天宫空间站的组成部分之一，也是该型空间站基本构型中两个大型在轨实验舱段中的第一个。该舱为控制与实验应用舱，主要用於研究，舱外置有一架小型多功能機械手臂和一个携带有多个暴露载荷挂点的气闸舱，这也是目前舱外活动的首选气闸舱。
问天实验舱于北京时间2022年7月24日14时22分32秒在海南文昌航天发射场发射升空，并于7月25日3时13分成功对接于天和核心舱前向端口，整个交会对接过程历时约13小时。问天实验舱对接完成后，中国空间站由原来的单舱阶段正式进入组合式空间站阶段。

## 命名
2011年4月，为满足技术管理和对外宣传的需要，中国载人航天工程办公室开展了中国空间站征名活动，对社会公开征集空间站及其各个组成舱段的名称。
2011年8月，载人航天工程办公室公布了初选结果，其中实验舱Ⅰ的前30个提名名称为："长江、超越、传承、创新、创造、奋斗、黄河、进取、开创、开拓、开拓者、黎明、梦想、启迪、起点、启蒙、启明、启明星、起源、使命、探索、探索者、探知、天研、天翼、未来、问天、希望、智慧、指南针"。
2013年10月底，中国载人航天办公室正式公布了命名结果，实验舱Ⅰ被最终命名为“问天”，原因是其最符合实验舱Ⅰ兼有控制与实验应用的功能定位。

## 任务历史
2020年12月，问天实验舱完成初样研制，转入正样研制阶段。在初样阶段和正样阶段，问天实验舱分别进行了力学试验、热试验、三舱联试试验和舱段转位专项试验等大型试验。
2022年4月29日，问天实验舱通过海上运输从天津抵达文昌清澜港，并进入文昌航天发射场，开展发射场区总装和测试工作。
5月29日，执行问天实验舱发射任务的长征五号B遥三运载火箭运抵发射场，与与先期已运抵的问天实验舱一起开展发射场区总装和测试工作。
7月18日，问天实验舱与长征五号B遥三运载火箭组合体转运至发射区。7月22日，中国空间站问天实验舱任务发射前系统间全区合练完成。问天实验舱发射前，空间站组合体偏航180°，建立倒飞姿态。
7月24日14时22分，搭载问天实验舱的长征五号B遥三运载火箭在文昌航天发射场点火发射升空，14时30分，问天实验舱与火箭成功分离并进入预定轨道。这是长征五号B运载火箭首次执行“零窗口”发射任务，从而保证问天实验舱和核心舱顺利交会对接。14时39分，位于资源舱的偏置中继天线展开；15时15分左右太阳翼一次展开完成。
7月25日3时13分，问天实验舱成功与天和核心舱前向端口对接，整个交会对接过程历时约13小时。这是中国首次实现2个20吨级航天器在轨交会对接，也是中国空间站有航天员在轨驻留期间首次进行空间交会对接。同日5时22分，太阳翼二次展开完成。
7月25日10时03分，神舟十四号航天员乘组經確認無需面罩後，开启问天实验舱舱门并进入问天实验舱，这是中国航天员首次在轨进入科学实验舱。
9月30日12时44分，经过约1小时，问天实验舱采用平面转位方式完成转位，这是中国首次完成在轨大体量舱段转位操作，也是世界首次以平面式转位方案完成航天器的转位动作。
10月12日，天宫课堂第三课在中国空间站开讲，中国航天员首次在问天实验舱内进行授课。

## 功能与配置

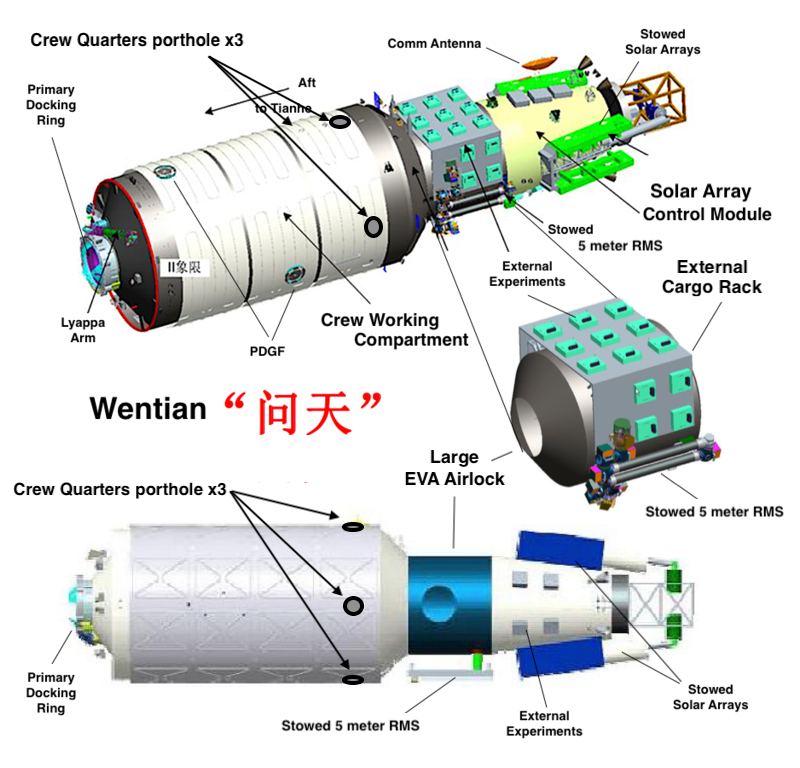
问天号实验舱结构图

### 佈局
问天实验舱全长约17.9米，直径4.2米，发射重量约23吨，其中整舱舱干约21.5吨，推进剂加注量约1.55吨，是世界现役在轨最重的单舱主动飞行器。整舱由工作舱、气闸舱和资源舱组成，其中气闸舱用于航天员出舱活动，资源舱用于储备上行物资，工作舱用来完成科学实验，其中搭载8个实验柜机位、22个舱外载荷适配器，部署其中4个科学实验机柜，同时设有三个睡眠区、第二个卫生区，与天和核心舱一起可支持共六名航天员同时在轨生活工作。

### 太阳翼
问天实验舱的太阳翼单翼初次展开长6.5米，二次展开长23米，全部展开后的翼展超过55米，每侧的太阳翼展开面积超100平方米，每天平均发电量超过430度。

### 儀器機架
问天实验舱主要面向空间生命科学研究，配置了生命生态、生物技术和变重力科学等实验柜，能够支持开展多种类植物、动物、微生物等在空间条件下的生长、发育、遗传、衰老等响应机理研究，以及密闭生态系统的实验研究，并通过可见光、荧光、显微成像等多种在线检测手段，支持分子、细胞、组织、器官等多层次生物实验研究，还能提供0.01g~2g的变重力模拟，支持开展不同重力条件下生物体生长机理的对比研究。

### 气闸舱
问天舱有一个气闸舱，主要用于进行舱外活动。问天舱气闸舱比天和核心舱上的节点舱空间更大，后者曾用作先前的舱外活动的气闸舱。两者的另一个区别则是节点舱的出口在天頂方向，问天舱的出口则位于天底，后者相对而言能减少出舱时太阳光照的影响。2022年9月1日（10:26 UTC），陈东和刘洋从问天舱气闸舱进行了首次舱外活动。自那以后，问天舱气闸舱就一直是中国空间站进行舱外活动的首选气闸舱。

### 机械臂

#### 转位机械臂
问天实验舱配备有转位机械臂，对应于天和核心舱的节点舱上的基座，用于实验舱进行转位操作。转位任务时转臂会抓取基座，然后两舱再进行分离，把实验舱从核心舱的前向对接口转移到永久性停泊口。

#### 实验舱小机械臂
问天实验舱还配置了一个活动半径5米的小机械臂。相比天和核心舱的大机械臂，小机械臂负载能力约为大臂的1/8（约3吨），但末端定位精度更高，位置精度优于大臂的五倍，姿态精度优于大臂的两倍，能够完成精度要求更高的精细操作。除此之外，小机械臂还能与大机械臂形成组合机械臂，可以覆盖更广的舱外作业范围，完成设备在舱外载荷平台上的安装。

### 備份系統
尽管空间站的管理工作主要由天和核心舱负责，但问天实验舱备份了完整的能源管理、信息系统、控制系统和载人环境等关键功能。一旦核心舱出现故障可能对人员安全构成威胁时，问天实验舱可以整体接管全站控制工作。

## 图集

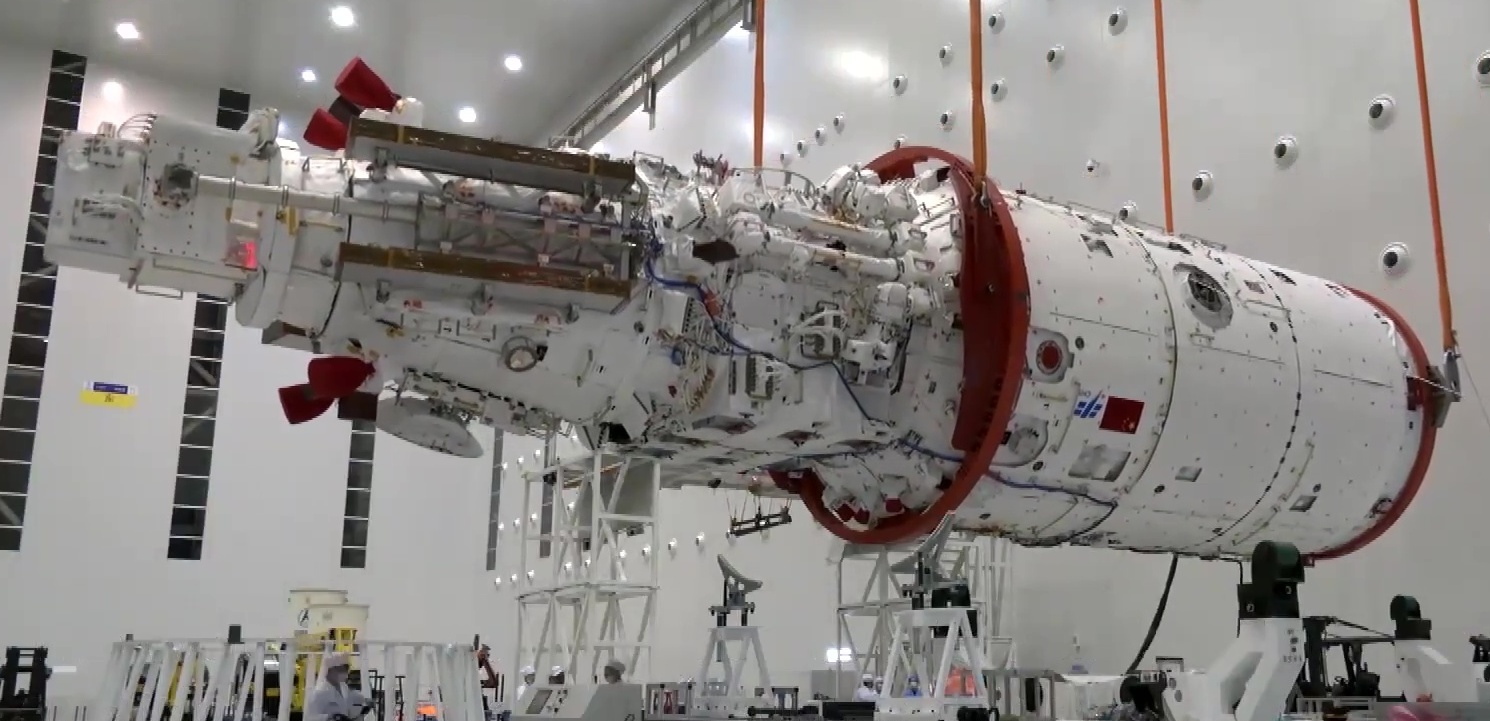
发射前总装中的问天实验舱
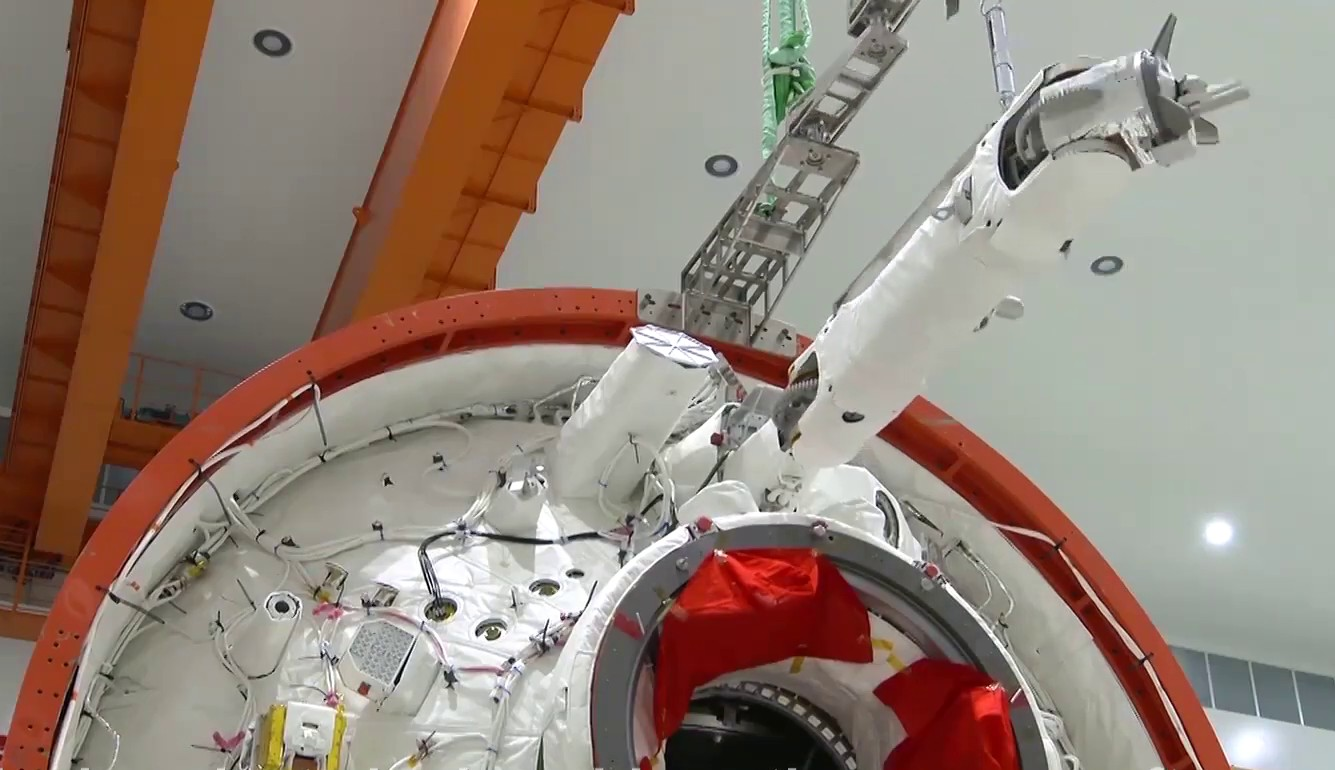
地面测试中的问天实验舱前端的转位机械臂
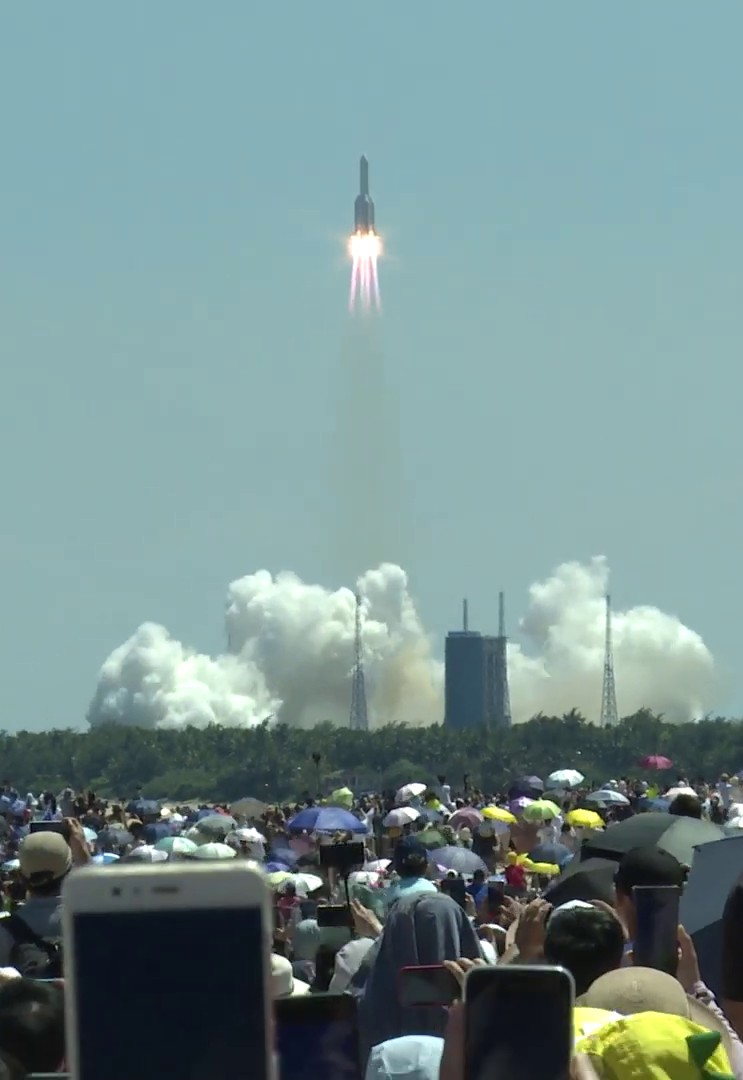
问天实验舱发射场面
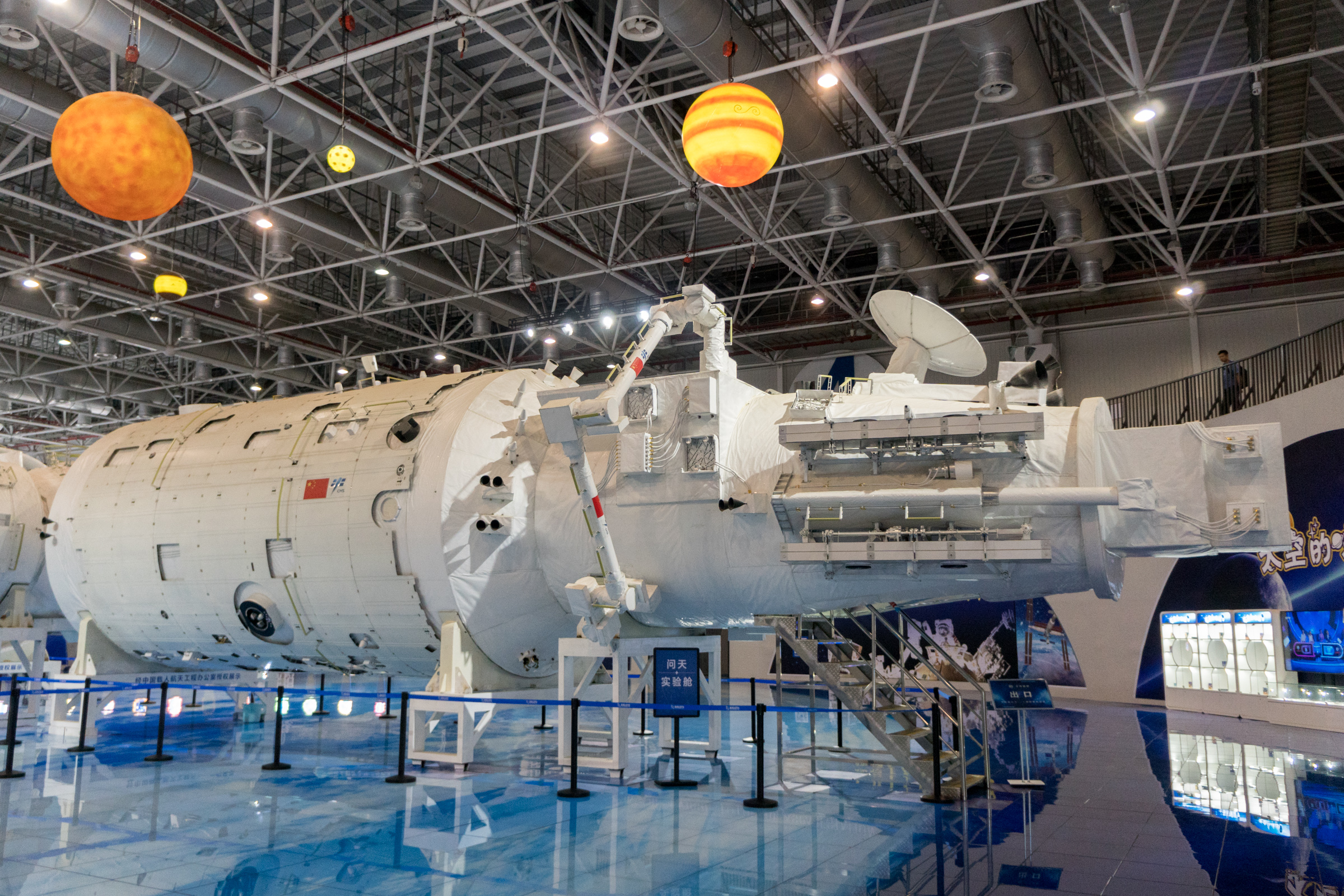
问天实验舱全尺寸模型

## 外部鏈接
- 实验舱Ⅰ介绍 中国载人航天官方网站 （页面存档备份，存于）